# バンダラナイケ国際空港
バンダラナイケ国際空港（バンダラナイケこくさいくうこう、シンハラ語: බණ්ඩාරනායක ජාත්‍යන්තර ගුවන්තොටුපොල、タミル語: பண்டாரநாயக்க பன்னாட்டு வான்முகம்、英語: Bandaranaike International Airport）は、スリランカ民主社会主義共和国西部州ガンパハ県のカトゥナーヤカにある国際空港である。スリランカ最大の都市コロンボから北に35km程の距離にあり、スリランカの中心的な国際空港として機能している。シンハラ語の発音ではバンダーラナーヤカ国際空港となる。空港名称は、元首相のソロモン・バンダラナイケに由来する。
コロンボ国際空港 (Colombo International Airport) やカトゥナーヤカ国際空港とも呼ばれる。1967年開港。2013年現在、増加する旅客取扱数に対応するための拡張工事が進められており、2018年7月には国内線ターミナルの新設が発表された。
空港は1944年に建設されたイギリス空軍のニゴンボ空軍基地をその発端としており、現在も近接してスリランカ空軍のカトゥナーヤカ空軍基地が存在している。2013年現在、同基地には第2・第5・第10・第12飛行隊が駐屯する。

## 歴史
第二次世界大戦中の1944年に建設されたイギリス空軍のニゴンボ空軍基地が発端となっている。1957年、当時のセイロン首相ソロモン・バンダラナイケは従来の西側追従政策を見直す中で国内のイギリス軍基地を全て撤去した。そのため、この基地も英空軍からセイロン空軍（現スリランカ空軍）に引き渡され、引き続き空軍基地として使用された。
1964年、当時の建設大臣アニル・ムーナシンハはラトゥマラナ空港が手狭になっていることを受け、カナダの援助によってこの基地を新しい国際空港として利用するために工事を開始した。工事は1967年に完成し、エア・セイロンが就航した。当時の機材はホーカー・シドレー トライデントと英国海外航空（BOAC）からリースされたビッカース VC10であった。1970年には元首相バンダラナイケにちなんだ名称がつけられたが、77年にカトゥナーヤカ空港に戻り、さらに95年に再び現在の名称に変更された。
1971年、この空港に初めてボーイング747が着陸した。コンドル航空が運航するボーイング747-200Bがドイツ・フランクフルトからの観光客を乗せてやってきたのである。1990年代には新滑走路が建設され、旧滑走路は誘導路として使われるようになった。
2005年11月には新たに8つのボーディング・ブリッジが設置された。また2017年には滑走路の補修工事が完了し、その記念としてエミレーツ航空のエアバスA380が1回だけの特別便を運航した。
2020年現在は空港改善事業がフェーズ2に入っており、3月には旅客ターミナルビルの建設工事を日本の大成建設が受注した。新ターミナルビルは地上4階建てとなる予定である。

## 拠点・焦点都市としている航空会社
スリランカのフラッグ・キャリアであるスリランカ航空がこの空港をハブ空港としている。

## 就航路線
2019年8月現在の就航路線は以下の通り。

### 国内線
| 航空会社                             | 就航地                                                                                     |
| ------------------------------------ | ------------------------------------------------------------------------------------------ |
| スリランカ航空 運航は シナモン・エア | バッティカロア、ベントタ、ディックウェラ、ハンバントタ、ゴール、シーギリヤ、トリンコマリー |

### 国際線
| 航空会社                     | 就航地 |
| ---------------------------- | --- |
| スリランカ航空               | 【東アジア】 東京/成田、北京/首都、上海/浦東、昆明、広州、香港 【東南アジア】 バンコク/スワンナプーム、クアラルンプール、シンガポール、ジャカルタ 【南アジア】 ダッカ、カラチ、マレ、ラホール デリー、チェンナイ、ムンバイ、マドゥライ、カリカット、ハイデラバード、コーヤンブットゥール、コーチ、バンガロール、ティルチラーパッリ、ティルヴァナンタプラム、ガヤー（季節便）、ゴア、ヴィシャーカパトナム（季節便）、ワーラーナシー 【中東】 アブダビ、ドバイ、ジッダ、リヤド、ダンマーム、クウェート、ドーハ、マナーマ 【ヨーロッパ】 ロンドン/ヒースロー 【オセアニア】 メルボルン 【アフリカ】 ヴィクトリア |
| エア・インディア             | デリー、チェンナイ |
| スパイスジェット             | ムンバイ、チェンナイ |
| 中国国際航空                 | 成都 |
| 中国東方航空                 | 上海/浦東、昆明、マレ |
| キャセイパシフィック航空     | 香港 |
| 大韓航空                     | ソウル/仁川、マレ |
| タイ国際航空                 | バンコク/スワンナプーム |
| タイ・ライオン・エア         | バンコク/ドンムアン |
| マレーシア航空               | クアラルンプール |
| エアアジア                   | クアラルンプール |
| バティック・エア・マレーシア | クアラルンプール(2025年12月11日より運航再開予定) |
| シンガポール航空             | シンガポール |
| エミレーツ航空               | ドバイ、マレ、シンガポール |
| エティハド航空               | アブダビ |
| フライドバイ                 | ドバイ、マレ |
| エア・アラビア               | シャルージャ |
| ロタナ・ジェット             | アブダビ |
| ガルフ・エア                 | マナーマ |
| クウェート航空               | クウェート |
| オマーン・エア               | マスカット |
| カタール航空                 | ドーハ |
| サウディア                   | ジッダ、リヤド |
| ターキッシュ エアラインズ    | イスタンブール |
| アエロフロート・ロシア航空   | モスクワ |
| エーデルワイス航空           | チューリッヒ（2019年10月から） |
| LOTポーランド航空            | ワルシャワ |

### 定期路線一覧

#### 国内線
バッティカロア、ベントタ、ディックウェラ、ハンバントタ、ゴール、シーギリヤ、トリンコマリー

#### 国際線
東アジア
- 日本：東京/成田
- 韓国：ソウル/仁川
- 中国：北京/首都、上海/浦東、広州、昆明、成都
- 香港：香港

東南アジア
- タイ：バンコク/スワンナプーム、バンコク/ドンムアン
- マレーシア：クアラルンプール
- シンガポール：シンガポール
- インドネシア：ジャカルタ

南アジア
- バングラデシュ：ダッカ
- インド：デリー、チェンナイ、ムンバイ、コーチ、バンガロール、ティルチラーパッリ、ティルヴァナンタプラム、ブッダガヤ、マドゥライ、ハイデラバード、コーヤンブットゥール
- パキスタン：カラチ、ラホール
- モルディブ：マレ

中東
- アラブ首長国連邦：アブダビ、ドバイ、シャルージャ
- バーレーン：マナーマ
- クウェート：クウェート市
- オマーン：マスカット
- カタール：ドーハ
- サウジアラビア：リヤド、ジッダ、ダンマーム
- トルコ：イスタンブール

ヨーロッパ
- イギリス：ロンドン/ヒースロー
- ロシア：モスクワ/シェレメーチエヴォ
- スイス：チューリッヒ（2019年10月から）
- ポーランド：ワルシャワ（2019年11月から）

オセアニア
- オーストラリア：メルボルン

アフリカ
- セーシェル：ヴィクトリア

### 運休・廃止路線

#### 国際線
アジア
- ネパール：カトマンズ

ヨーロッパ
- フランス：パリ/シャルル・ド・ゴール
- ドイツ：フランクフルト
- イタリア：ミラノ
- オーストリア：ウィーン

## アクセス
コロンボ市街と空港を結ぶルートとしては、一般道路、鉄道に加え、2013年開業の高速道路が存在する。この高速道路は、コロンボ北部ペリヤゴダと空港のあるカトゥナーヤカの間を約20分で結んでいる（一般道での所要時間は約90分）。
- バス
  - コロンボ行きの高速バスが15分間隔で運行されている。所要時間は約30分。
  - 空港敷地外よりコロンボ・フォート行きの路線バス（187番）が頻繁に運行されている。Rs.80。
- タクシー
  - 旅行会社のカウンターで申し込む。コロンボのフォートまでRs.2,200、ニゴンボまでRs.1,200。
- 鉄道
  - 「Air-port」行きの列車も設定されている。だが、本数は1日2往復程度しかなく、空港関係者向けの輸送が中心。